# 独立軍 (朝鮮)
独立軍（日本語読み：どくりつぐん、朝鮮語読み：トンニックン）は、1919年の三・一独立運動の失敗から、日本による統治からの朝鮮独立をめざした個々の集団が、国境を接する満州東部の間島（かんとう）地域に集結して活動した武装集団で、正規の手続きをもって組織された軍隊ではなかった。

## 概略
満州の間島地域は深い森林が多く、李氏朝鮮の時代からしばしば朝鮮族の農民が越境して移住していた場所で、1920年頃には50万人程度が集住していた。ここは間島協約によって朝鮮総督府の直接統治が及ばなかったので、ゲリラ活動の根拠地として打ってつけで、1905年から1910年にかけて大韓帝国末期に高潮した抗日運動の残党が活動を継続する地として流れてきていた。その上に、1919年3月に勃発した朝鮮国内の独立運動に刺激された農民や労働者の一部が新たに決起したことで結成されたが、シベリア出兵の影響で武装化は短期間で進んだ。
主なものには北間島（豆満江流域）の軍政府（後、西路軍政署と改称）、大韓国民会軍、北路軍政署、大韓独立軍、大韓義勇軍、光復軍総署などがあった。これら抗日武装組織は、しばしば越境して朝鮮北部の穏城、茂山、恵山などの町々を襲撃した。ただしこれら地域における活動は、民間人や非武装施設への略奪・襲撃であり、大日本帝国軍および朝鮮総督府と直接に武力衝突を行えるほどではなかった。1920年10月に中国人馬賊が琿春の日本領事館を襲撃する琿春事件が起った。これに伴って日本は間島一帯に数万の大部隊を送り込み、大規模な間島の抗日武装組織の鎮圧作戦を行った。これは青山里戦闘と呼ばれ、韓国では誇張された戦果で過大評価されている。
日本軍の攻勢により各武装集団は大打撃を受け中露国境の密山府に逃走して残党は自称「大韓独立軍団」に統合、沿海州のウラジオストックに向かったが、大韓独立軍団は、1921年6月、ロシア国内の赤軍と白軍の内戦に巻き込まれ、赤軍ソビエト政権によって武装解除されてしまった（自由市惨変）。これによって間島地域における抗日武装闘争は低調となった。
しかし1932年に満州事変が勃発すると中国共産党配下の東北抗日聯軍が台頭し、中国人による反満州国運動と結びついて再び抗日闘争が盛り上がった。日本側の記録によると、この頃、匪賊は約36万人ほど蜂起していたと推定されているが、実際はどれも数百名程度の小規模グループで、しばらくすると生活に困窮して、共産主義者と民族主義者の争いなど内部抗争に走ったり、闘争を止めて農作業に戻ろうとする者が続出した。1930年代に「独立軍」と呼べるようなモノは存在しなかった。
1930年代になると、多くの独立運動家は朝鮮を離れたり、地下運動化するなどして、朝鮮半島内部で武装独立運動を展開していたのは共産主義者が主であった。彼等が主導して再組織したのは抗日パルチザンと言い、当時のコミンテルンの一国一党方針により、実際は中国共産党満州省委員会の中国人の指揮下にあったが、北朝鮮では、朝鮮人民革命軍と呼ばれる。日本の太平洋戦争敗戦による独立後、1950年に朝鮮戦争が勃発すると、朝鮮民主主義人民共和国側に参戦して、韓国を侵略した。そのため、韓国左派から1930年代以降も活動報告していたモノとして韓国侵略の罪があっても賛美されているが、韓国右派からは韓国滅亡させようとした人々だと批判されている。